# Pucanggading
Pucanggading is een bestuurslaag in het regentschap Batang van de provincie Midden-Java, Indonesië. Pucanggading telt 2442 inwoners (volkstelling 2010).